# Thomatal
Thomatal är en ort och kommun  i Österrike. Den ligger i distriktet Tamsweg i förbundslandet Salzburg, 240 km sydväst om huvudstaden Wien.
Kommunen består av två orter (Ortschaften) (inom parentes invånarantal 1 januari 2024):
- Bundschuh (31)
- Thomatal (306)